# Thomas, die fantastische Lokomotive

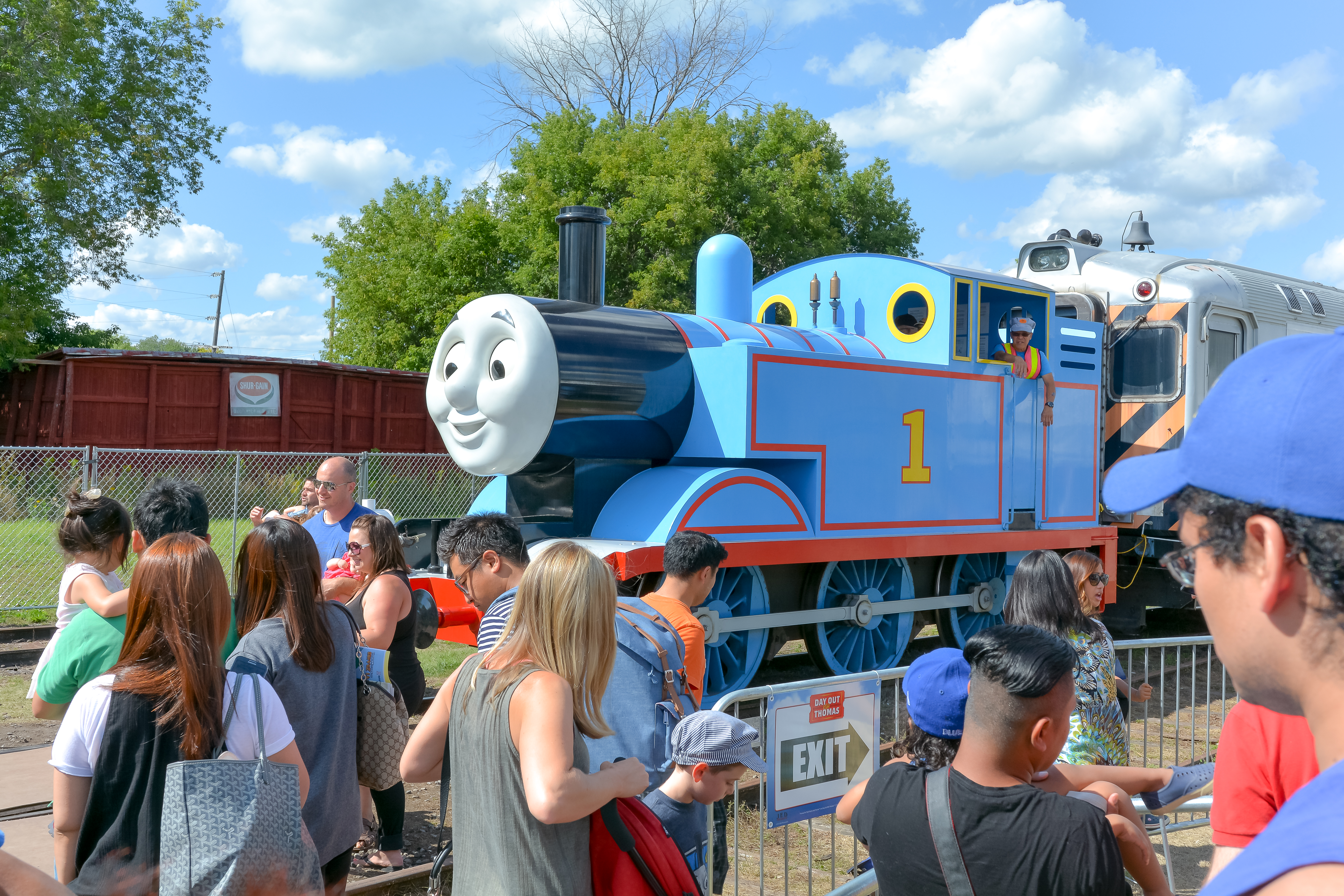
Thomas in Uxbridge (2015)

Thomas, die fantastische Lokomotive (Originaltitel: Thomas and the Magic Railroad) ist ein Fantasy-Kinderfilm aus dem Jahr 2000. Nach den Railway Series-Geschichten von Wilbert Vere Awdry und Britt Allcrofts Fernsehadaption Thomas, die kleine Lokomotive & seine Freunde sowie dessen amerikanischen Spin-offs Shining Time Station ist dies der erste Kinofilm des Franchise. Der Film startete am 26. Oktober 2000 in den deutschen Kinos.

## Handlung
Lily, ein 11-jähriges Mädchen, steigt aus Versehen in einen falschen Zug und fährt nach Soldau, einer Fantasy-Insel mit sprechenden Lokomotiven und anderen seltsamen Bewohnern, wo sie die blaue Lok Thomas kennenlernt. Mit ihr und einigen Freunden versucht sie, die Insel vor der Zerstörung durch die böse Diesellok 10 zu retten. Dazu muss sie das verborgene Gleis finden, das Soldau mit der realen Welt verbindet und begibt sich auf eine abenteuerliche Suche.

## Hintergrund

### Produktion
Nach dem Erfolg der ersten drei Staffeln von Thomas, die kleine Lokomotive im Vereinigten Königreich und dessen Ableger Shining Time Station in den Vereinigten Staaten plante Produzentin Britt Allcroft um 1994 einen Kinofilm über die kleine Tenderlok. 1995 kam Barry London, der damalige stellvertretende Vorsitzende von Paramount Pictures, auf Allcroft zu. Seine Tochter war ein Fan von der Fernsehserie und London stellte Allcroft seine Idee für einen Kinofilm vor. Im Februar 1996 unterzeichnete Allcroft den Vertrag mit Paramount Pictures.
Im Sommer 1998 besuchte Allcroft die Isle of Man, nachdem sie auf eine Anzeige der Isle of Man Film Commission aufmerksam geworden war, die Filmprojekte unterstützte, welche auf der Insel gedreht wurden. Allcroft hielt die Insel für einen geeigneten Drehort.
Im Frühjahr 1999 wurde Barry London Vorsitzender und CEO der neuen Produktionsfirma Destination Films. Dies bestärkte sein Interesse an Allcrofts Film und erleichterte dessen finanzielle Unterstützung. Der Film hatte ein Gesamtbudget von $19 Millionen US-Dollar, wovon Destination Films die Hälfte zur Verfügung stellte.
Im Gegensatz zu Thomas, die kleine Lokomotive wurden die Szenen mit den Modellen für den Kinofilm in Toronto statt in Londons Shepperton Studios gedreht, da, um sich steuerliche Vorteile bei Dreharbeiten mit den Darstellern in Ontario, Kanada zu verschaffen, ein bestimmter Anteil des gesamten Filmes in Kanada produziert werden musste.
Mit dem Kinofilm verfolge Britt Allcroft unter anderem das Ziel, ihre Serie Thomas, die kleine Lokomotive mit seinem amerikanischen Spin-off Shining Time Station zu verschmelzen. Didi Conn spielte in Shining Time Station die Stationsvorsteherin Stacey Jones und übernahm diese Rolle wieder für den Kinofilm. Alle anderen Schauspieler wurden umbesetzt: Nach Ringo Starr und George Carlin übernahm Alec Baldwin die Rolle des Herrn Schaffner, nachdem Baldwin bereits die Erzählerrolle für die amerikanische Version der fünften Staffel von Thomas, die kleine Lokomotive übernommen hatte.
Andere Schauspieler waren Russell Means als Billy Twofeathers (in Shining Time Station von Tom Jackson gespielt), Mara Wilson als Lily, Peter Fonda als Burnett Stone und Doug Lennox als der Antagonist P. T. Boomer. Letztere Figur hat im finalen Film jedoch nur kleine Cameo-Auftritte: Der Film wurde im März 2000 einem Testpublikum vorgestellt, welches P. T. Boomer als zu angsteinflößend für Kinder empfand, weshalb dieser nahezu vollständig aus dem Film entfernt wurde, jedoch in einem im Juni 2000 erschienen Malbuch zum Film einen Auftritt hatte. Dies veränderte fast die ganze Handlung des Filmes, wodurch nun Diesel 10 zum Haupt-Antagonisten gemacht wurde und damit viele Szenen nicht mehr so zusammenpassten, wie sie es ursprünglich taten.
Am neunten Juli 2000 fand die Premiere des Filmes im Odeon Cinema in Leicester Square in London statt und am 14. Juli war der offizielle Kinostart im Vereinigtem Königreich. In Nordamerika gab es eine Premiere am 22. Juli in Los Angelis, eine am 23. Juli in Toronto und ab dem 26. Juli war der Film regulär in nordamerikanischen Kinos zu sehen.

### Rezeption
Insgesamt spielte der Film etwa 19,7 Millionen US-Dollar ein, wovon allein rund 15,9 Millionen US-Dollar aus den USA eingespielt wurden. Mit einem Budget von 19 Millionen Dollar galt der Film folglich als Kassenflop. In den USA wurde der Film insgesamt positiver aufgenommen als etwa im Vereinigten Königreich, was auch auf den geringen Bekanntheitsgrad der amerikanischen Fernsehfassung Shining Time Station um Thomas zurückzuführen ist. Weiterhin wurde der Produktion versuchte Amerikanisierung vorgeworfen, da auch amerikanische Begriffe wie Railroad (statt Railway) oder Conductor (statt Guard) verwendet wurden, was allerdings von Britt Allcroft bestritten wurde.
Nach dem Misserfolg des Films trat Allcroft von ihrer Stelle als Vorsitzende der Britt Allcroft Company zurück und diese produzierte nun unter dem Namen Gullane Entertainment die sechste Staffel der TV-Serie. Allcroft war jetzt weder an der Produktion noch an den Drehbüchern direkt beteiligt, blieb aber als ausführende Produzentin der sechsten und Drehbuchberaterin an der siebten Staffel beteiligt.

### Der verlorene Director’s Cut
2007 sprach Britt Allcroft in einem Interview mit der Sodor Island Fansite (SIF) über die ursprüngliche Fassung des Filmes, die sehr anders war, als das Endprodukt. Der Director’s Cut fokussierte sich viel mehr auf Peter Fondas Figur, Burnett Stone, und seine Beziehungen mit seiner Enkelin Lily, seiner verstorbenen Frau Tasha und seinem Rivalen P. T. Boomer. Eine erwachsene Lily war ursprünglich der Storyteller und die Bewohner von Shining Time spielten viel größere Rollen. Diese und viele weitere Elemente wurden nach dem Test-Screening in Santa Monica im März 2000 verändert. Nach der Veröffentlichung des Filmes hatte Allcroft nicht die Möglichkeit, ihren Director’s Cut zu veröffentlichen, arbeitete aber daran.
Im Februar 2009 wurde die Chase-Szene aus dem Director’s Cut online geleakt. Die Szene enthält Platzhalter-Stimmen, fertige visuelle Effekte und P. T. Boomer. Ein Professor des Harris Institute in Toronto, der an der Produktion des Filmes beteiligt war, hatte Zugang zur Szene und nutzte sie in einem seiner Kurse für ein Dubbing Project. Einer der Studenten legte Musik aus dem Film Dark City über die Szene und veröffentlichte den Clip auf YouTube.
Im Juni 2015 gab der Professor den originalen Clip ohne die Dark City-Musik an einen Mitarbeiter von SIF, der ihn intern an andere User weiterleitete. Später im selben Jahr, wenige Wochen nach dem Tod vom Doug Lennox, dem Schauspieler von Boomer, veröffentlichte eine Person den Clip erneut auf YouTube. In dieser Fassung sind die Soundeffekte und Stimmen sowie die ursprüngliche Platzhalter-Musik deutlich hörbar.
Zwischen Dezember 2019 und Mai 2020 wurden mehrere Versionen einer eineinhalbstündigen Arbeitskopie des Filmes geleakt. Trotz vieler unfertiger Effekte enthielt diese Fassung die gesamte Burnett Stone/P. T. Boomer-Storyline sowie viele weitere gelöschte Szenen.
Später im selben Jahr wurden viele der Szenen (sowie noch ein paar zusätzliche) auf der Jubiläums DVD/Blu-ray offiziell veröffentlicht.

## Synchronisation
Die deutsche Synchronisation fand bei der Hermes Synchron GmbH in Potsdam unter Dialogbuch und -regie von Andreas Pollak statt.
Obwohl etwa die meisten Namen und Sprüche wie in der Serie übersetzt wurden, so wurde die Insel Sodor hier in Soldau umbenannt.

### Fahrzeuge
| Rolle              | Originalsprecher          | deutscher Sprecher      |
| ------------------ | ------------------------- | ----------------------- |
| Thomas             | Edward Glen               | Marcel Collé            |
| Gordon             | Neil Crone                | Norbert Gescher         |
| Diesel 10          | Neil Crone                | Helmut Krauss           |
| Splatter           | Neil Crone                | Andreas Mannkopff       |
| Der Strohballen    | Neil Crone                | Wilfried Herbst         |
| Henry              | Kevin Frank               | Wolf Rüdiger Reutermann |
| Dodge              | Kevin Frank               | Klaus Sonnenschein      |
| Bertie             | Kevin Frank               | Santiago Ziesmer        |
| Harold             | Kevin Frank               | Gerald Schaale          |
| James              | Susan Roman               | Wanja Gerick            |
| Percy              | Linda Ballantyne          | Frank Schröder          |
| Toby               | Colm Feore                | Tom Deininger           |
| Annie und Clarabel | Shelley-Elizabeth Skinner | Sonja Spuhl             |
| Lady               | Britt Allcroft            | Rita Engelmann          |

### Schauspieler
| Rolle                   | Schauspieler       | deutscher Sprecher   |
| ----------------------- | ------------------ | -------------------- |
| Erzähler/Herr Schaffner | Alec Baldwin       | Thomas Fritsch       |
| Patch                   | Cody McMains       | Wilhelm-Rafael Garth |
| Billy Twofeathers       | Russell Means      | Kaspar Eichel        |
| Burnett Stone           | Peter Fonda        | Christian Brückner   |
| Stacy Jones             | Didi Conn          | Christin Marquitan   |
| Lily Stone              | Mara Wilson        | Marie-Luise Schramm  |
| Junior                  | Michael E. Rodgers | Kim Hasper           |
| Bahnhofsdurchsage       |                    | Wilfried Herbst      |
| Burnett Stone (jung)    | Jared Wall         | Kevin Winkel         |
| Tasha Stone (jung)      | Laura Bower        | Adela Pollak         |
| Lilys Mutter            | Lori Hallier       |                      |

### Ursprüngliche Besetzung
Ursprünglich sollte Thomas vom Feuerwehrmann und Teilzeit-Taxifahrer John Bellis, der Britt Allcroft einmal vom Flughafen abholte, gesprochen werden. Allcroft fand die Stimme des Liverpoolers perfekt, jedoch meinte das Testpublikum, er klinge zu alt, weshalb er durch den Kanadier Edward Glen ersetzt wurde, der sich an einem britischen Akzent versuchte. Bellis wird dennoch im Abspann als transportation co-ordinator genannt.
Ähnlich sollten Percy und James vom Erzähler der britischen Version der TV-Serie Michael Angelis gesprochen werden, aber auch seine Stimme klang zu alt, weshalb die beiden männlichen Lokomotiven weibliche Sprecherinnen bekamen, die ihnen Kinderstimmen gaben.
In den vielen der gelöschten Szenen und Arbeitskopien spricht Angelis auch Splatter und Dodge.
Diesel 10 wurde ursprünglich von Keith Scott gesprochen, aber seine Stimme war erneut zu gruselig, weshalb Neil Crone die Rolle bekam. Crone gab Diesel 10 zunächst einen russischen Akzent, im finalen Film jedoch einen New-Jersey-Akzent.
| Rolle          | Original        |
| -------------- | --------------- |
| Thomas         | John Bellis     |
| Diesel 10      | Keith Scott     |
| James Percy    | Michael Angelis |
| Splatter Dodge | Patrick Breen   |

## Das 20. Jubiläum des Filmes
Im Jahr 2020 feierte der Film sein 20-jähriges Jubiläum und zu dessen Anlass fanden einige Events statt.

### Jubiläums DVD/Blu-ray
Am neunten Juni 2020 sollte die Shout! Factory eine Jubiläums-DVD und -Blu-ray veröffentlichen, welche unter anderem zum ersten Mal die gestrichenen P. T. Boomer-Szenen enthielt. Aufgrund der Covid-19-Pandemie musste die Veröffentlichung allerdings auf den 29. September 2020 verschoben werden.
Die Extras des Filmes sind einige der gelöschten Szenen aus der originalen Storyline mit Boomer, Billy Twofeathers und den anderen Shining Time Station-Charakteren, Interviews mit Produzentin Britt Allcroft, Schauspielern Alec Baldwin, Mara Wilson und Didi Conn und dem Komponisten Hummie Mann. Dazu noch mehr Behind the Scenes-Material, welches zuvor exklusiv auf der deutschen DVD des Filmes veröffentlicht wurde.

### Videopräsentation
Um gleichzeitig das 20-jährige Jubiläum des Filmes und das 75-jährige Jubiläum des gesamten Franchise zu feiern, initiierte Rainbow Sun Productions eine Videopräsentation, bei der einige Schauspieler ein überarbeitetes Skript des Filmes vorlasen, welches sich aus Elementen von den Fassungen aus dem Mai 1999, August 1999, dem finalen Skript, dem finalen Film und eigenen Ideen zusammensetzte. Diese wurde am 20. Juni 2020 veröffentlicht (aufgrund technischer Schwierigkeiten einen Tag später als geplant) und hatte folgende Besetzung:
| Schauspieler           | Rolle                        | Bemerkungen                                                                                |
| ---------------------- | ---------------------------- | ------------------------------------------------------------------------------------------ |
| Alex Haynes            | Thomas                       |                                                                                            |
| Eric Scherer           | Moderator Patch (Erwachsen)  | Scherer ist einer der Gründer von Rainbow Sun Productions                                  |
| Stephen J. Anderson    | Diesel 10                    |                                                                                            |
| Zackary Arthur         | Burnett Stone (Kind)         |                                                                                            |
| Alexander Bello        | Sohn von Lily und Patch      |                                                                                            |
| Kimberly J. Brown      | Stacy Jones                  |                                                                                            |
| Chelsea Davis          | Mutt                         | Da Mutt ein Hund ist, besteht Davis’ Dialog ausschließlich aus Bellen                      |
| Lucas Davis            | Der vorherige Herr Schaffner |                                                                                            |
| Alice Fearn            | Erzähler Lily (Erwachsen)    |                                                                                            |
| Jake Ryan Flynn        | Patch (Kind)                 |                                                                                            |
| Irene Gallin           | Tasha (Kind) Clarabel        |                                                                                            |
| Michael I. Haber       | Zeitungsjunge                |                                                                                            |
| Jessa Halterman        | Lilys Mutter                 |                                                                                            |
| Logan Hart             | Bertie                       |                                                                                            |
| Theresa Jett           | Fahrgast                     |                                                                                            |
| Richard Kind           | P. T. Boomer                 |                                                                                            |
| Victoria Kingswood     | Lily (Kind)                  |                                                                                            |
| Miriam-Teak Lee        | Lady                         |                                                                                            |
| Killian Thomas Lefevre | Toby                         |                                                                                            |
| Noel MacNeal           | Edward                       | Edward tauchte in den Originalskripten nie auf                                             |
| Tim Mahendran          | Harold                       |                                                                                            |
| Amy Matthews           | Lady Hatt                    |                                                                                            |
| Kohn McGowan           | Schaffner Junior             |                                                                                            |
| Blake Merriman         | George                       |                                                                                            |
| Harper Miles           | Annie                        |                                                                                            |
| Colin Mochrie          | Burnett Stone (Erwachsen)    |                                                                                            |
| Michael Moore          | Splatter                     |                                                                                            |
| Katie Nail             | Stationsvorsteherin          |                                                                                            |
| Angelisse Perez        | Dodge                        | Dodge ist eigentlich männlich, wird hier aber von einer weiblichen Schauspielerin gespielt |
| Jonah Platt            | Herr Schaffner               |                                                                                            |
| Rob Rackstraw          | James                        | Rackstraw sprach James ebenfalls in der TV-Serie                                           |
| Kyle Roberts           | Percy                        |                                                                                            |
| John Scott-Richardson  | Billy Twofeathers            |                                                                                            |
| Carolyn Smith          | Tochter von Lily und Patch   |                                                                                            |
| Keith Wickham          | Sir Topham Hatt Gordon       | Wickham sprach unter anderem diese beiden Charaktere ebenfalls in der TV-Serie             |
| J. Paul Zimmerman      | Henry                        |                                                                                            |

Die Vorstellung endete mit einer Aufführung des Casts von Bat Out of Hell: The Musical von The Locomotion, da dieses Lied auch im Abspann des Originalfilms verwendet wurde.
Die Produktion wurde in vier Teilen auf dem YouTube-Kanal von Rainbow Sun Productions hochgeladen und war dort bis zum 2. August 2020 zu sehen (geplant war, dass die Videos schon am 31. Juli entfernt wurden). Sämtliche Einnahmen durch die Präsentation gingen an das Autistic Self Advocacy Network.

### Parodie
Am 26. August 2020 veröffentlichte YouTube-User MrConductorFan1406 (Nicky Dovydaitis; Pseudonym Vinnie Smith) eine dreistündige Parodie des Filmes, welche etwa vier Jahre lang in Produktion war. Es handelt sich hier um eine Fan-Produktion, allerdings wurden etwa für Szenen mit dem Viadukt Teile des Originalsets verwendet, welche auch im ursprünglichen Film benutzt wurden. Außerdem hatte Brian O’Connor, der Schauspieler von Schemer aus Shining Time Station, einen Gastauftritt.

## Kritik
Das Lexikon des internationalen Films lobte die „liebenswert unaufgeregte Art der Inszenierung“, die „gerade die jüngsten Kinogänger auf angenehme Weise“ unterhalte. Dabei würden die Realszenen „zwar nicht den Charme der Tricksequenzen“ erreichen, doch komme der Film gut „ohne digitale Animation und überbordende Spezialeffekte“ aus.

## Auszeichnungen
Mara Wilson erhielt nach 1997 und 1998 im Jahr 2001 ihre dritte Nominierung für ihre Rolle in diesem Film bei den Young Artist Awards 2001 als Beste Hauptdarstellerin in einem Spielfilm.